# Spiralcurriculum
Spiralcurriculum bezeichnet ein didaktisches Prinzip zur Anordnung von Lerninhalten, das maßgeblich 1960 durch den amerikanischen Entwicklungs-Kognitionspsychologen Jerome Bruner bestimmt wurde. Es fällt damit in den Bereich der Unterrichtsmethodik.

## Grundidee
Das Prinzip geht auf die Hypothese zurück, dass jedem Kind auf jeder Entwicklungsstufe jeder Lehrgegenstand in einer intellektuell ehrlichen Form gelehrt werden kann. Das bedeutet, dass prinzipiell alle relevanten Inhalte bereits im Grundschulalter unter Nutzung der didaktischen Reduktion von den Kindern erlernt werden können. Das Curriculum folgt damit nicht allein einer innerfachlichen Logik, sondern berücksichtigt auch entwicklungs- und lernpsychologische Gesichtspunkte, ordnet den Stoff nicht linear an, sondern in Form einer Spirale, so dass einzelne Themen im Laufe der Schuljahre mehrmals auf jeweils höherem Niveau und in differenzierterer Form wiederkehren.
Aufgrund des hermeneutischen Zirkels kann allerdings auch innerfachliche Historizität als Leitbild ein spiralförmiges Vorgehen begründen.
Das Spiralprinzip findet nicht nur in allgemeinbildende Schulformen, sondern auch in die berufliche Bildung Einzug. Es eignet sich insbesondere für Inhalte, in denen ein strukturgebundenes und Zusammenhänge herstellendes Arbeiten erforderlich ist. Dies ist bei Themen mit fächerübergreifendem und projektorientiertem Charakter der Fall, wie beispielsweise „Erneuerbare Energien“, sowie bei allen Lernformen, die über rechtliche Grundlagen nicht vollständig vorgeplant sind.

## Bedeutung für den Mathematikunterricht
Die besondere Bedeutung des Spiralprinzips für den Mathematikunterricht wird im Rahmen der Mathematikdidaktik diskutiert. Durch Anwendung des Konzepts auf mathematische Inhalte sollen diese nicht in unzusammenhängende Gebiete zerfallen, sondern die Lernenden können Beziehungslinien zwischen den jeweiligen Einzelthemen erkennen und erhalten eine Orientierung in der Stofffülle.